# Ikorodu City FC
Der Ikorodu City Football Club ist ein nigerianischer Fußballverein aus Ikorodu. Der Verein spielt aktuell, Stand Juli 2025, in der ersten Liga des Landes.

## Geschichte
Der Verein wurde 2022 gegründet und ist nicht zu verwechseln mit dem Ikorodu United FC. Am Ende der Saison 2023/24 feierte man die Meisterschaft der zweiten Liga sowie den Aufstieg in die erste Liga. In seiner ersten Saison belegte man einen vierten Tabellenplatz.

## Erfolge
- Nigerianischer Zweitligameister: 2023/24

## Stadion
Der Verein trägt seine Heimspiele im Onikan-Stadion, auch bekannt als Mobolaji Johnson Arena, in Lagos aus. Das Stadion hat ein Fassungsvermögen von 5000 Personen.

## Trainer
| Trainer          | Nation  | von              | bis             |
| ---------------- | ------- | ---------------- | --------------- |
| Bright Ozebagbe  |         | 22. Oktober 2022 | 7. Oktober 2024 |
| Nurudeen Aweroro | Nigeria | 22. Oktober 2024 |                 |

## Saisonplatzierung
| Saison  | Liga                                 | Level | Platz |
| ------- | ------------------------------------ | ----- | ----- |
| 2021/22 | Nigeria National League              | 2     | 4.    |
| 2023    | Nigeria National League              | 2     | 4.    |
| 2023/24 | Nigeria National League              | 2     | 1.    |
| 2024/25 | Nigeria Professional Football League | 1     | 4.    |
| 2025/26 | Nigeria Professional Football League | 1     |       |